# Gare de Hounslow
La gare de Hounslow (en anglais : Hounslow railway station), est une gare ferroviaire de la Hounslow Loop Line (en). Elle  est située sur la Whitton Road, à Hounslow dans le borough londonien de Hounslow sur le territoire du Grand Londres.
C'est une gare Network Rail desservie par des trains de la South Western Railway.

## Situation ferroviaire

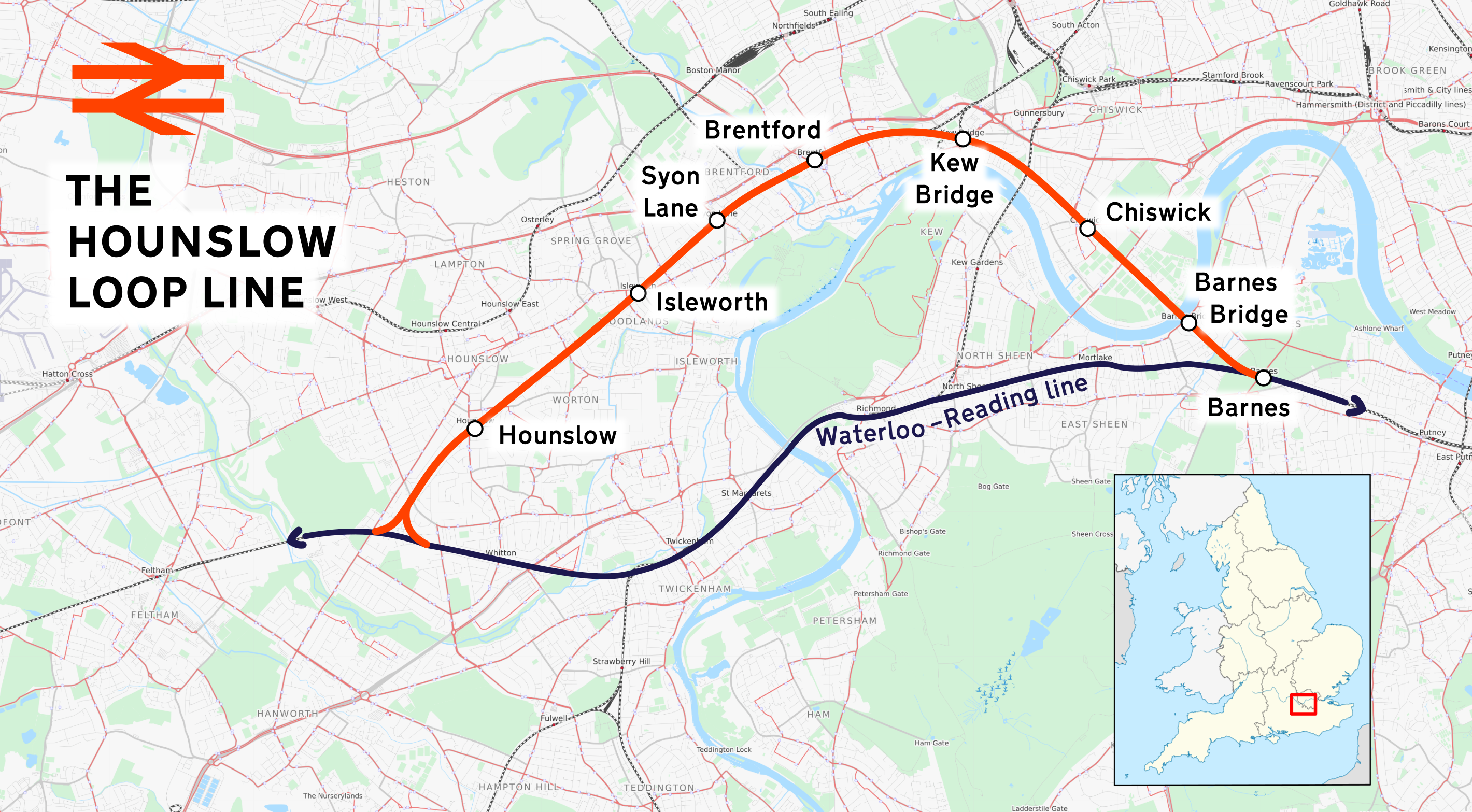
Plan de la Hounslow loop line

Gare de la Hounslow Loop Line (en), elle est située entre le triangle de bifurcation avec la Ligne Waterloo-Reading (en) et la gare de Isleworth, en direction de Barnes.

## Service des voyageurs

### Desserte

Installations et desserte
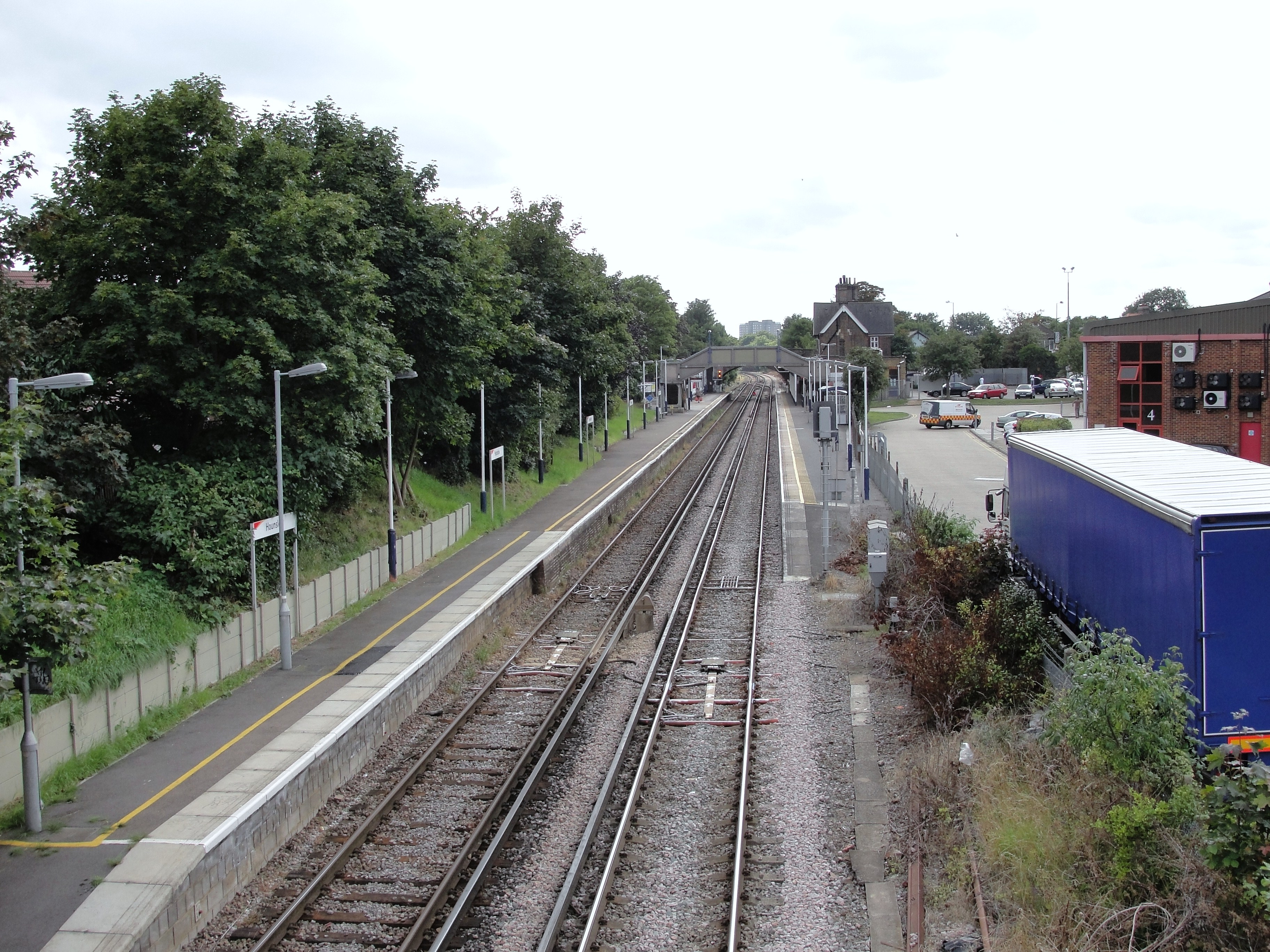
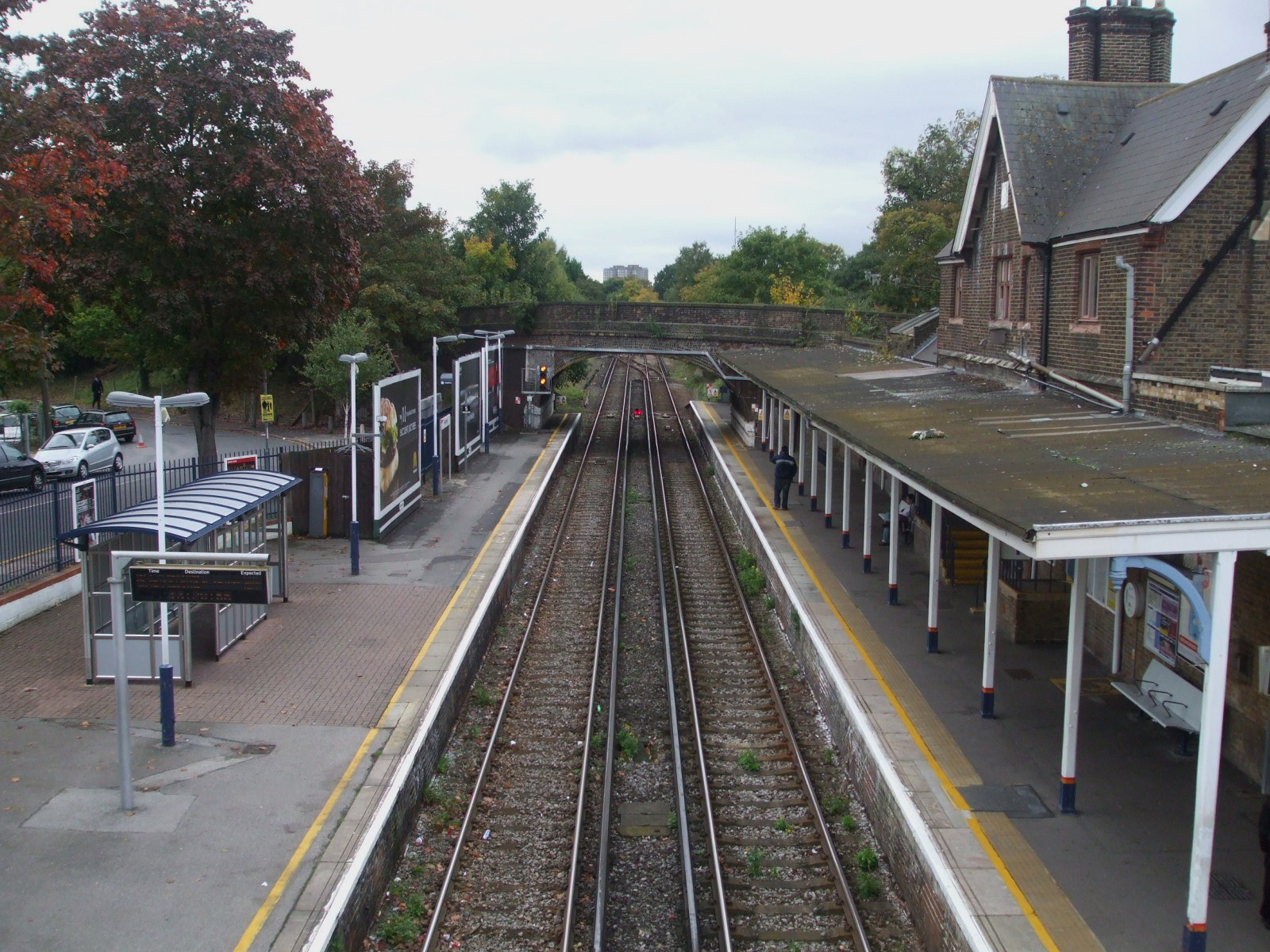
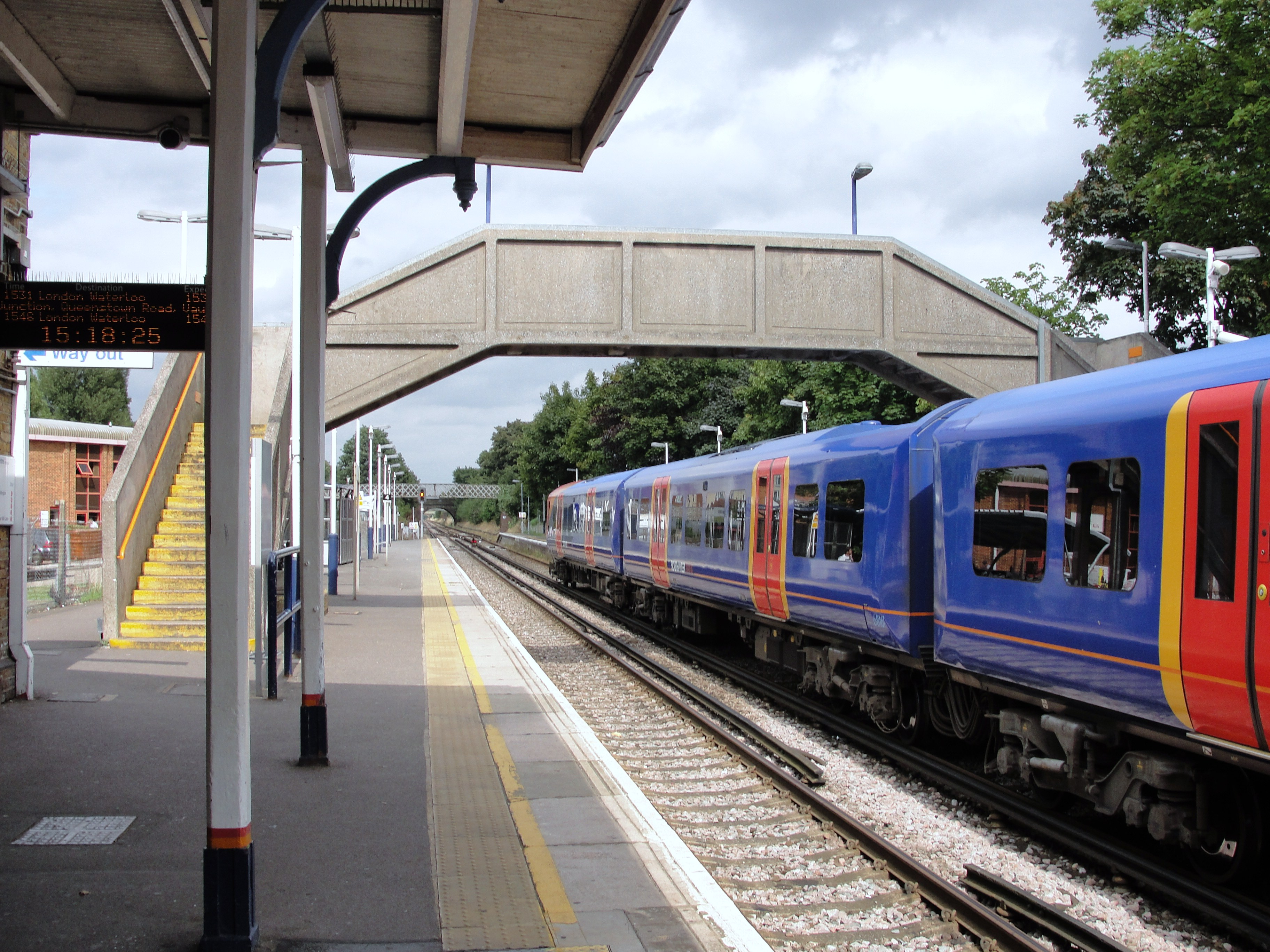